# Opílio (filho de Opílio)
Opílio (em latim: Opilio) foi um oficial ostrogótico de origem romana do século VI, ativo nos reinados dos reis Teodorico, o Grande (r. 747–526), Atalarico (r. 526–534) e Teodato (r. 534–536). 

## Vida

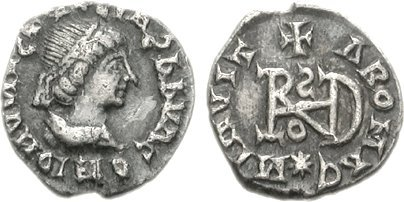
Síliqua de r.

Opílio era filho de Opílio e irmão de Cipriano. Atuou como advogado e obteve uma posição na corte sob seu irmão. Ele e Gaudêncio irritaram Teodorico, o Grande por fraudas que cometeram e foram exilados. Decidiram não obedecer e buscaram refúgio numa igreja de Ravena, mas Teodorico ordenou que partissem até certa data, senão receberiam uma marca na testa. Para se salvarem, optaram por delatar Boécio. Perto do fim de 526, depois da morte de Teodorico, Opílio foi à Ligúria para anunciar a ascensão de Atalarico. Em setembro de 527, foi nomeado conde das sagradas liberalidades e o rei pediu ao senado que o admitisse. Seu mandato durou até 31 de agosto de 528.
Em 534, estavam entre os homens ilustres e magníficos a quem o papa João II (r. 533–535) endereçou um carta. Perto do fim do ano, ele e Libério foram enviados por Teodato para justificar ao imperador Justiniano (r. 527–565) as ações tomadas quanto a Amalasunta, a mãe do falecido Atalarico, que havia sido presa e então assassinada. Opílio, ao contrário de Libério, defendeu Teodato. É possível que esteja sepultado em Roma, onde sua suposta tumba, datada em 546/566, foi identificada. Era casado com uma possível membro da família dos Décios que descendiam de Cecina Décio Basílio.